# Pervis Estupiñán
Pervis Josué Estupiñán Tenorio (ur. 21 stycznia 1998 w Esmeraldas) – ekwadorski piłkarz występujący na pozycji lewego obrońcy we włoskim AC Milan oraz w reprezentacji Ekwadoru. Uczestnik Copa América 2021. 

## Kariera piłkarska

### Kariera klubowa
Wychowanek LDU Quito, w barwach którego w 2015 rozpoczął karierę piłkarską. 29 lipca 2016 kupiony przez angielski Watford F.C., skąd wkrótce został wypożyczony do Granady.

### Kariera reprezentacyjna
Występował w juniorskiej i młodzieżowej reprezentacji Ekwadoru.

## Sukcesy i odznaczenia

### Sukcesy reprezentacyjne
- wicemistrz Ameryki Południowej U-20: 2017[1].